# Saint-Sulpice-en-Pareds
Saint-Sulpice-en-Pareds korábbi község Franciaország Loire mente régiójában, Vendée megyében. Lakosainak száma 435 fő (2021. január 1.). Saint-Sulpice-en-Pareds Antigny, Cezais, Saint-Maurice-le-Girard és Thouarsais-Bouildroux községekkel határos.
2024. január 1-jén Cezais és Thouarsais-Bouildroux korábbi községgel egyesült és az így létrejött Rives-du-Fougerais új község része lett.

## Népesség
A település népessége az elmúlt években az alábbi módon változott:
| Lakosok száma | 417  | 422  | 439  | 430  | 434  | 436  | 435  | 435  |
|               | 2013 | 2015 | 2016 | 2017 | 2018 | 2019 | 2020 | 2021 |